# Acosmium diffusissimum
Acosmium diffusissimum är en ärtväxtart som först beskrevs av Robert H Mohlenbrock, och fick sitt nu gällande namn av Gennady Pavlovich Yakovlev. Acosmium diffusissimum ingår i släktet Acosmium och familjen ärtväxter. Inga underarter finns listade i Catalogue of Life.

## Bildgalleri